# Pisanello
Pisanello (Pisa ?, ca. 1395–1455?) was een Italiaanse kunstschilder, medailleur en boekverluchter uit de vroege Renaissance. 
Pisanello is het pseudoniem van Antonio di Puccio Pisano. Zijn pseudoniem en het feit dat zijn vader een rijke burger uit Pisa was doen vermoeden dat hij in Pisa geboren is. Na het overlijden van zijn vader verhuisde zijn moeder met hem naar Verona waar zij in 1409 opnieuw in het huwelijk trad. 
Heel zijn leven lang was Pisanello een ambulante kunstenaar. Hij leefde en werkte aan de meest verfijnde hoven van Italië: in Milaan bij de familie Visconti, in Verona, in Mantua in dienst van het huis Gonzaga, in Rome, in Ferrara voor het huis Este... Hij bracht zijn laatste jaren door aan het hof van Napels bij Alfons V van Aragón. 
Veel van zijn werken zijn in de loop der tijden verloren gegaan zodat zijn schilderkunstoeuvre beperkt is. Schitterende en soms erg fantasierijke fresco's van zijn hand zijn bijvoorbeeld te zien in Verona (San Giorgio e la principessa uit 1433-1438 in de Sant'Anastasiakerk en La Vergine Annunciata e l'Arcangelo Gabriele in de San Fermo Maggiorekerk) en in Mantua (de ridderlijke cyclus Il Torneo-battaglia di Louvezerp in de Palazzo ducale). In Verona (in het Museum van Castelvecchio) wordt ook de Madonna della Quaglia (1420) bewaard, het eerste schilderij dat met zekerheid wordt toegeschreven aan Pisanello.
Pisanello stond ook bekend als een begaafd portretschilder. Een bekend voorbeeld is zijn Ritratto di principessa estense (1435-1445) dat in het Louvre te bezichtigen is. 
Daarnaast was hij ook een verfijnd tekenaar, voornamelijk van dieren en menselijke figuren. Zijn grafisch werk is heel omvangrijk.
Als medailleur ontwierp hij heel succesrijke medailles voor het huis Gonzaga, het huis Este, het huis Malatesta en de kroon van Aragón. 
Pisanello was een van de belangrijkste meesters uit de Italiaanse hoofse stijl (1370-1420) en uit de internationale gotiek.

## Galerij

Sint-Joris en de prinses, fresco, Sant' Anastasia kerk, Verona
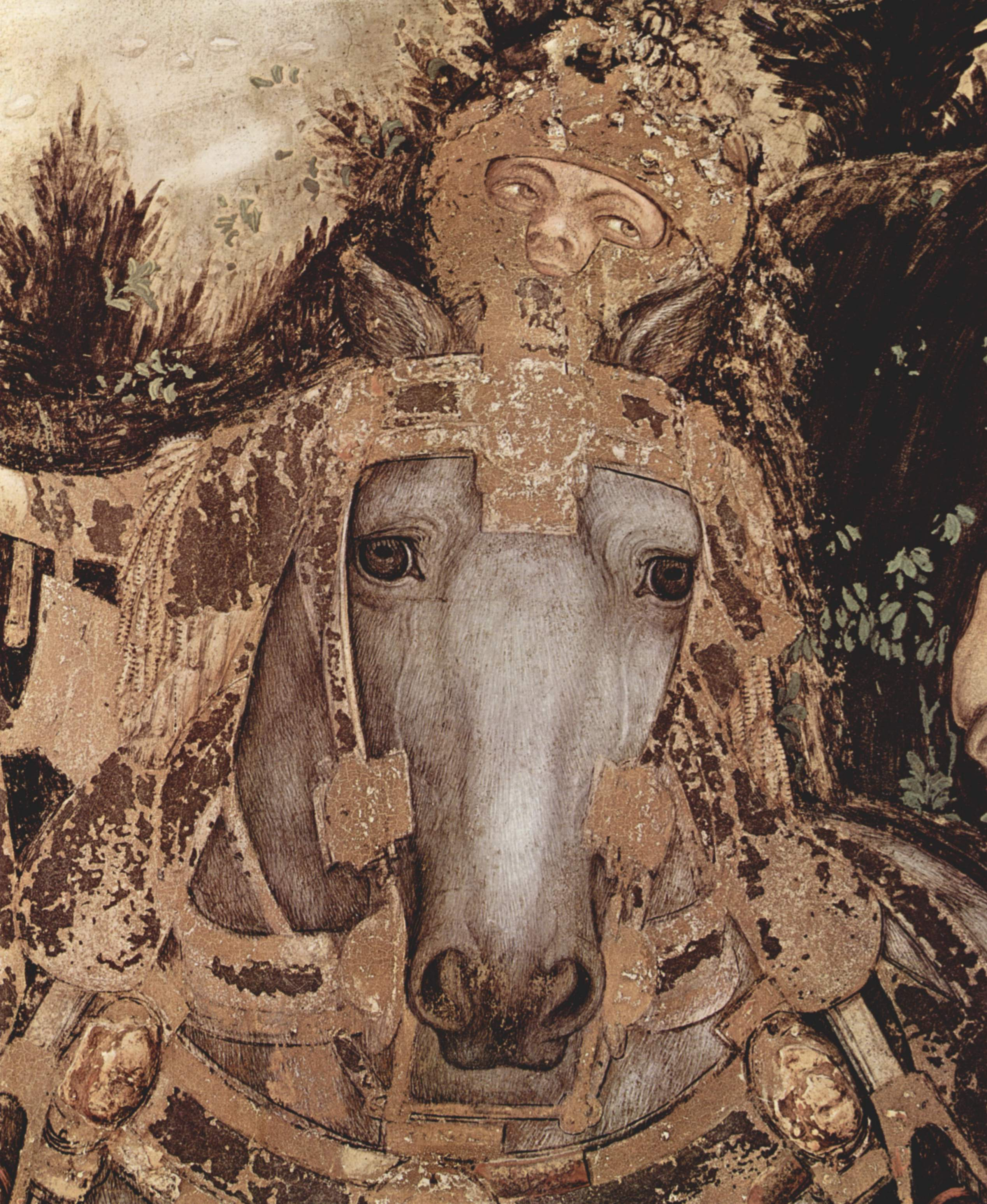
Sint-Joris en de prinses (detail)
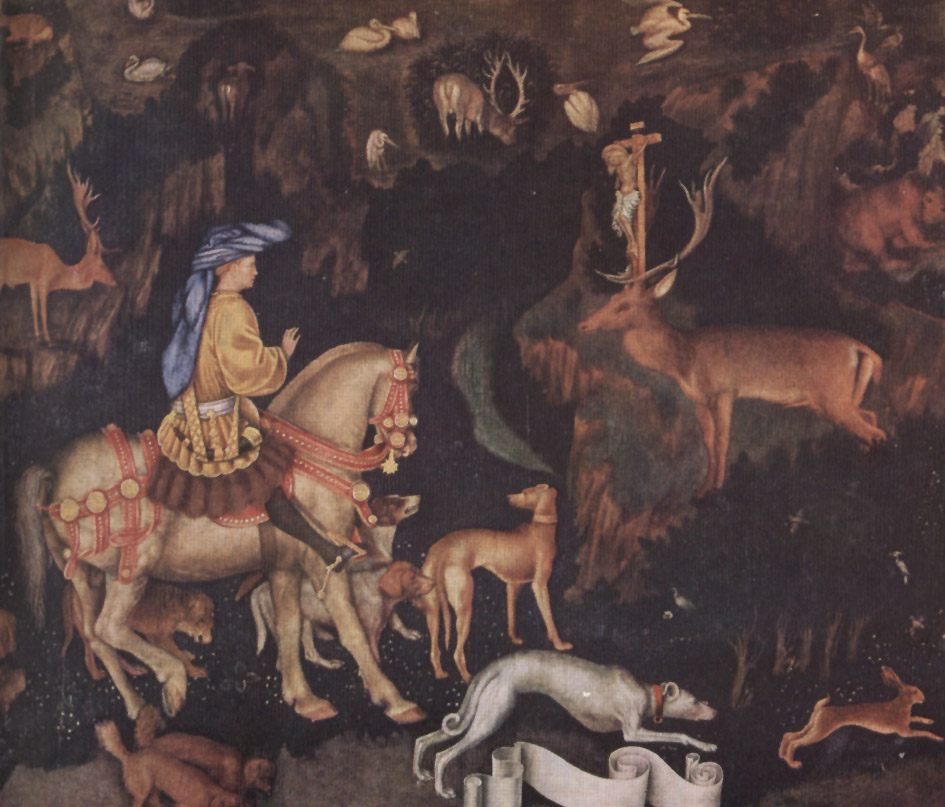
Het visioen van Sint-Eustachius, ca. 1440
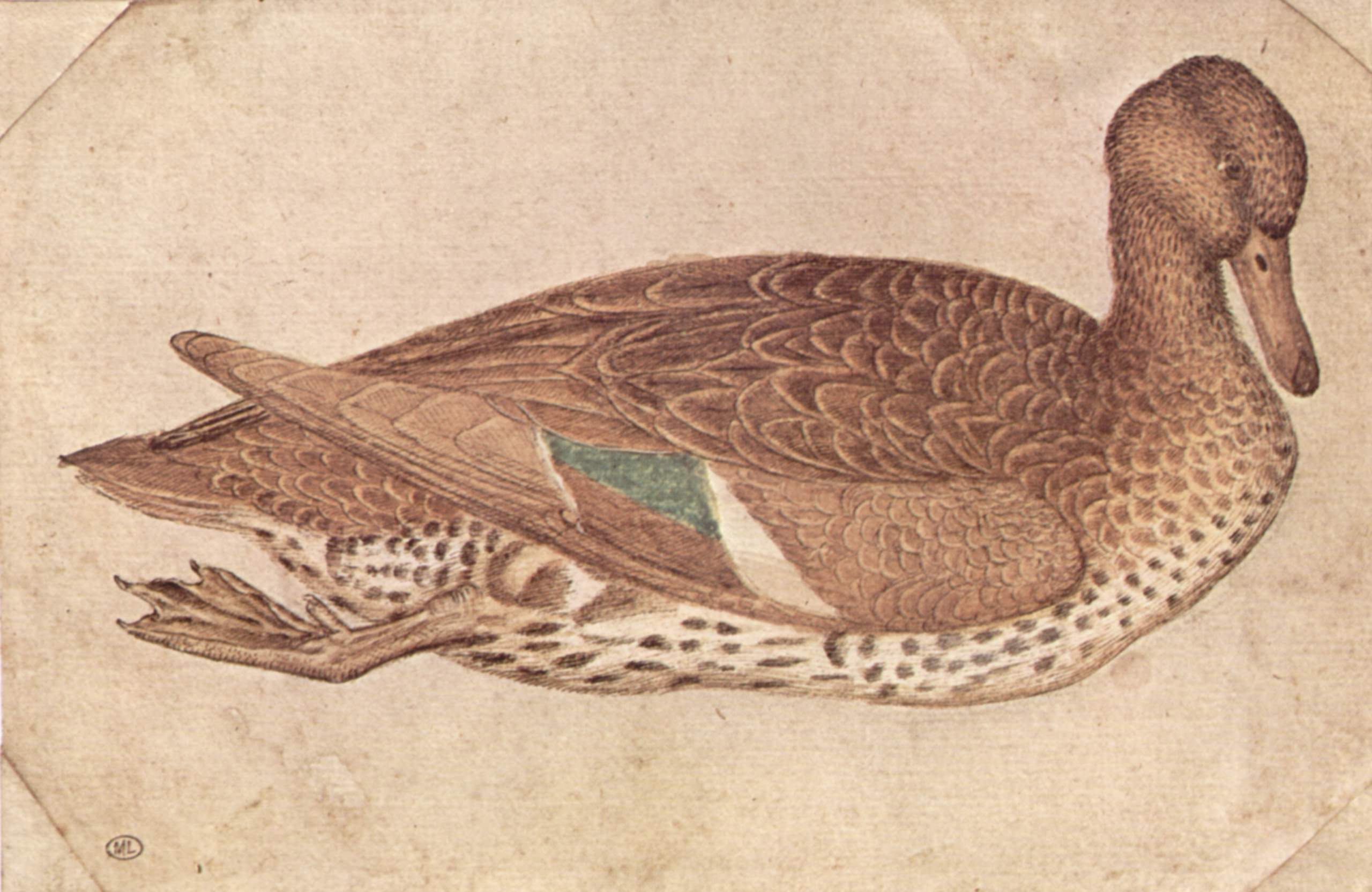
Eend
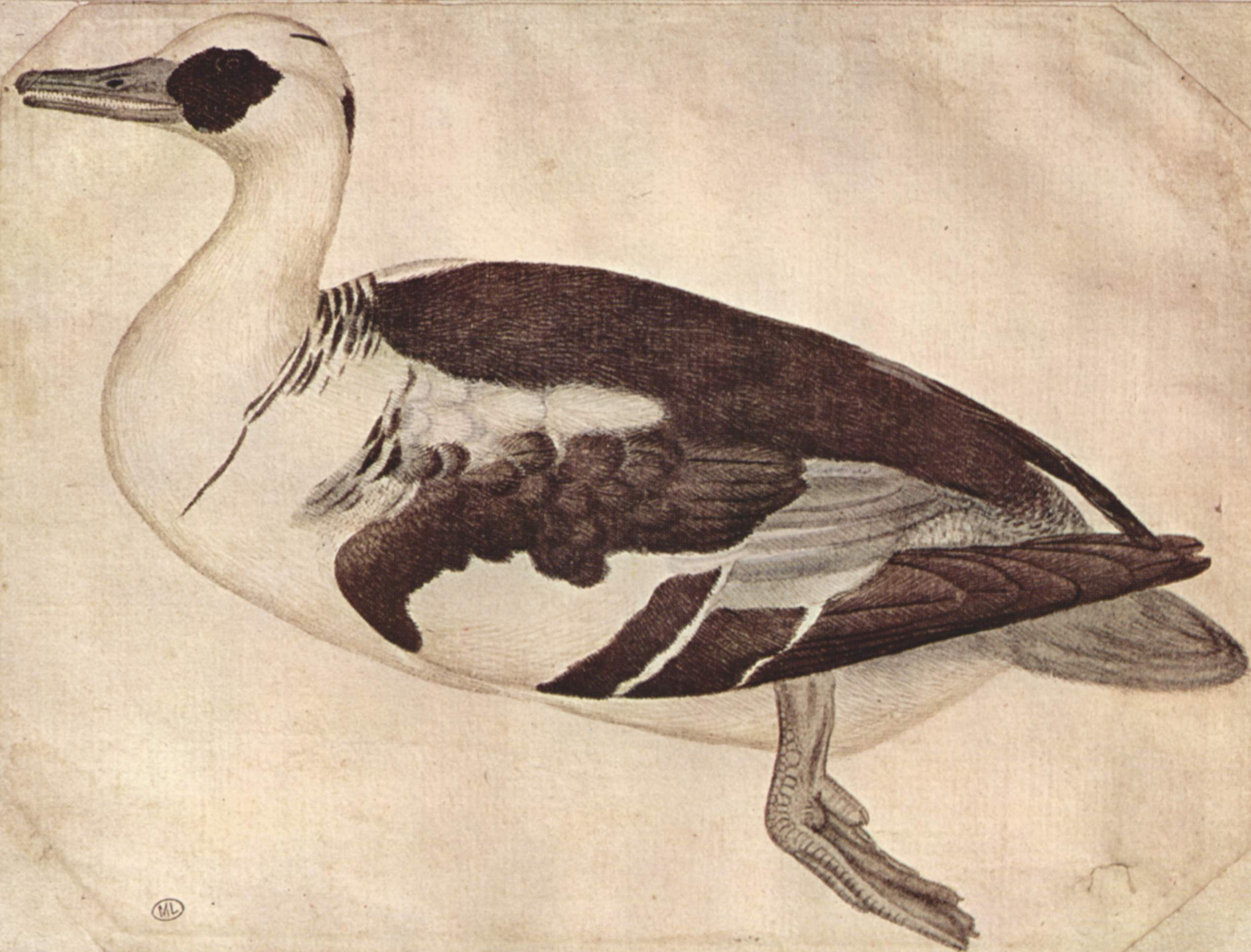
Eend
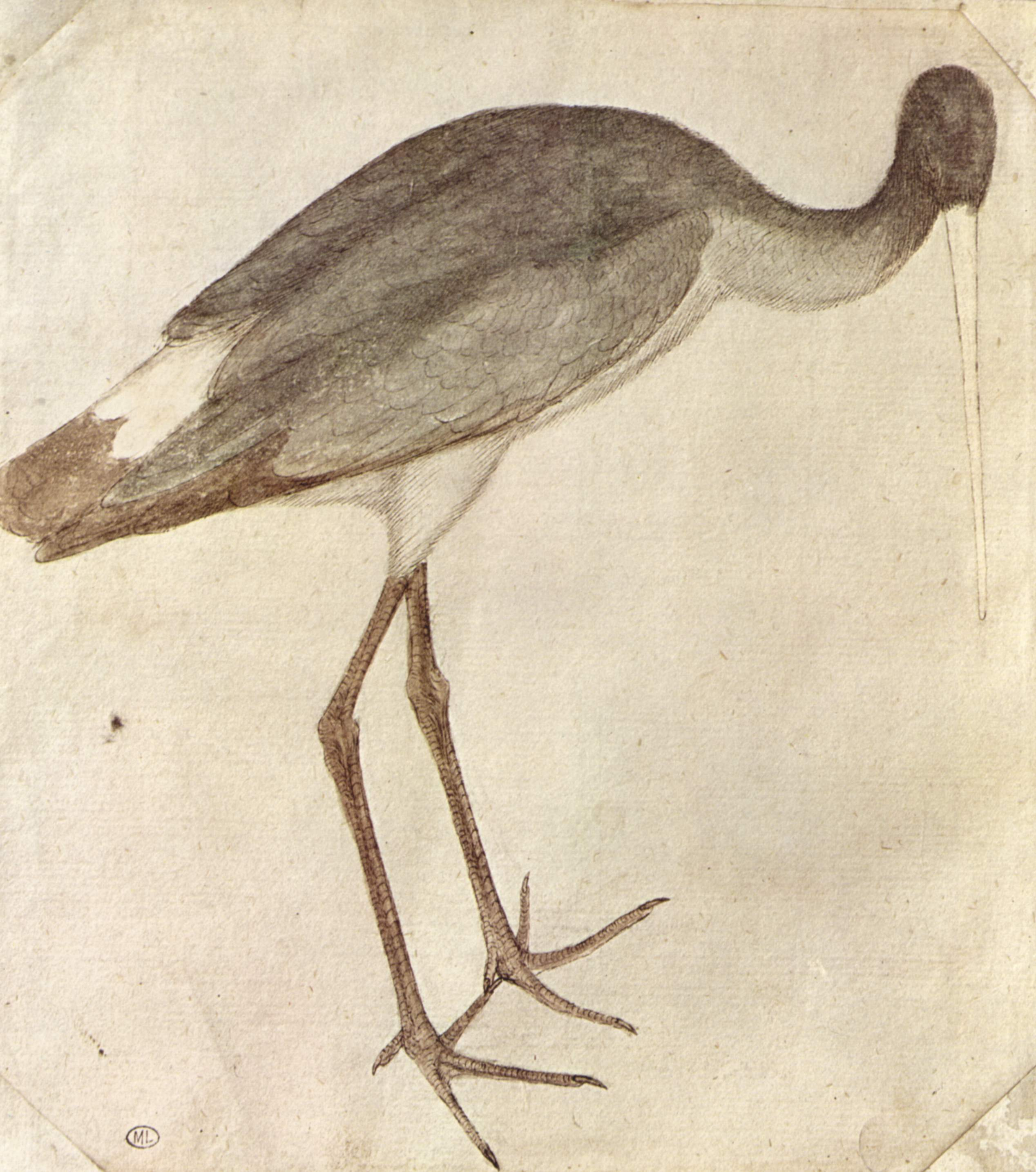
Ooievaar
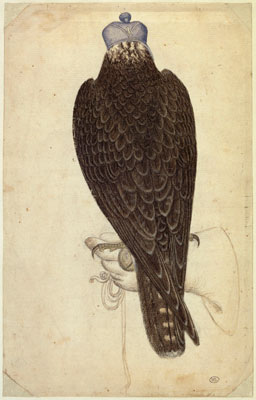
Valk
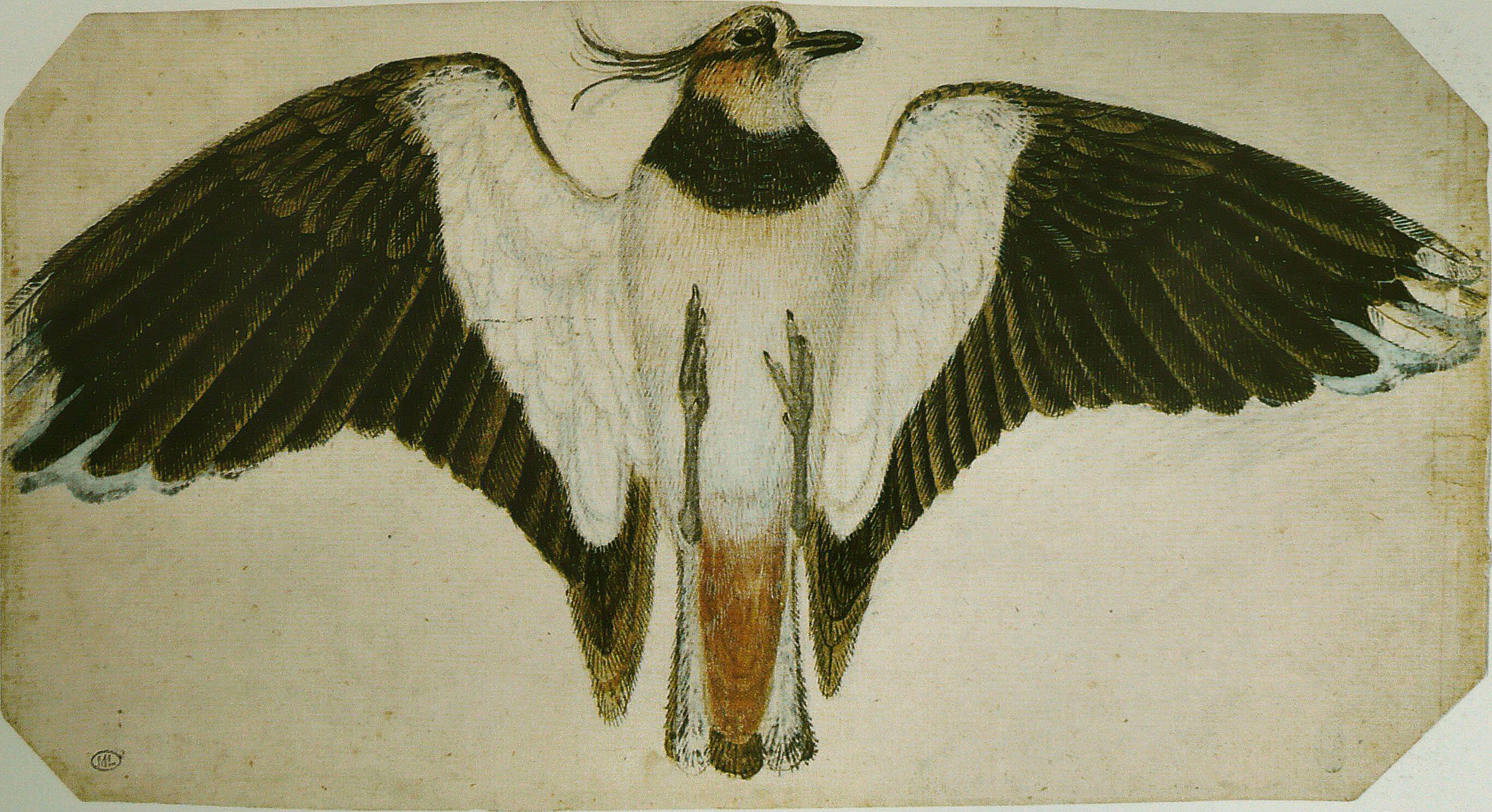
Kievit
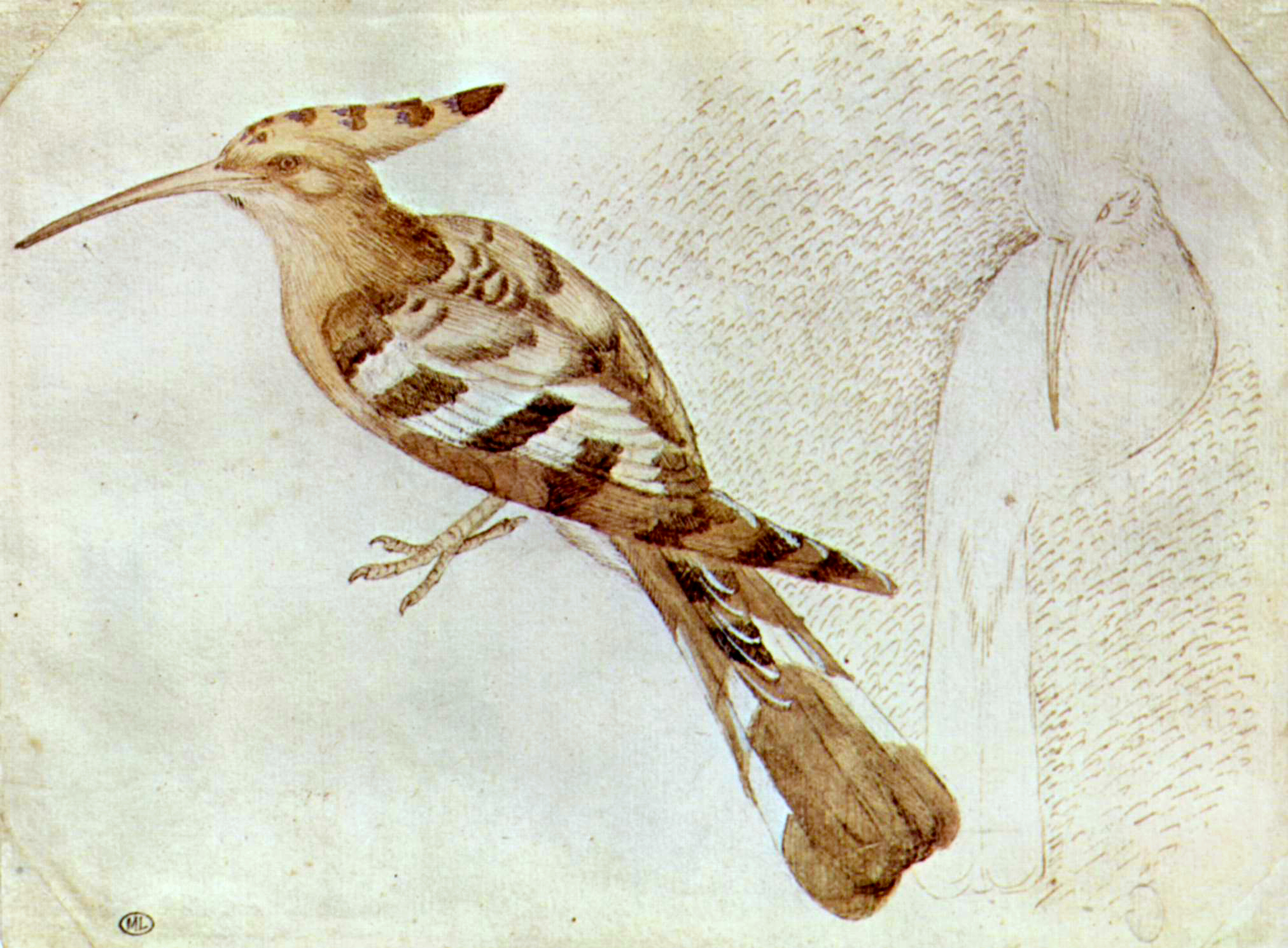
Hop
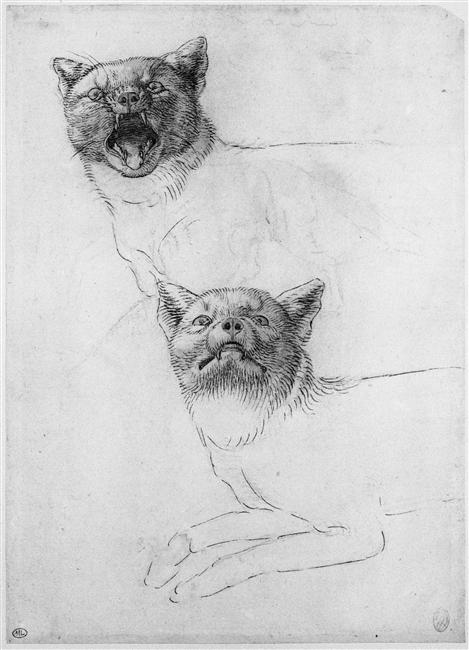
Katten
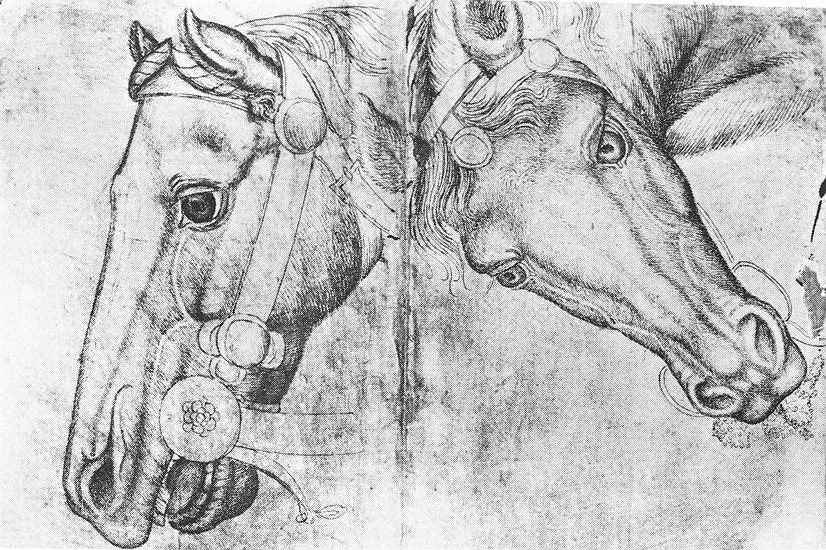
Paarden
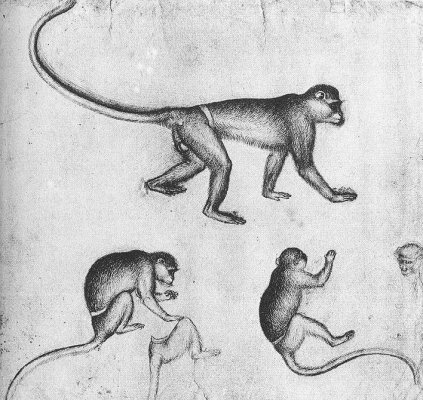
Apen
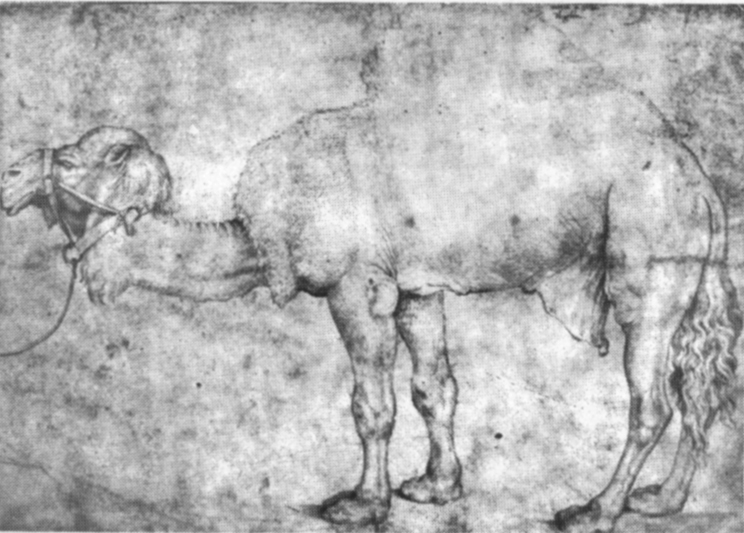
Kameel
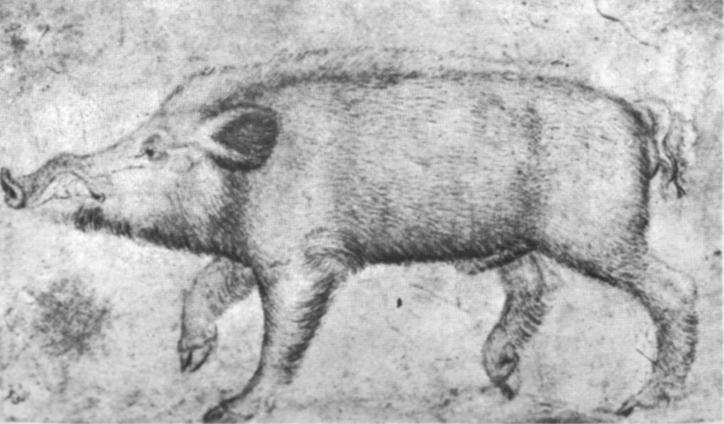
Wild zwijn

- Bibsys: 90397635
- Biblioteca Nacional de España: XX930221
- Bibliothèque nationale de France: cb120449252 (data)
- Catàleg d'autoritats de noms i títols de Catalunya: 981058604989206706
- Stuttgart Database of Scientific Illustrators 1450–1950: 2231
- Gemeinsame Normdatei: 118594613
- International Standard Name Identifier: 0000 0001 2146 4355
- KulturNav: 66a543a2-6ee0-49c3-ae9b-fe67b1a4b90e
- Library of Congress Control Number: n85378506
- Nationale Bibliotheek van Letland: 000239063
- National Gallery of Victoria: 3263
- Nationale Bibliotheek van Tsjechië: jn20000701416
- Nationale bibliotheek van Australië: 36447177
- Nationale Bibliotheek van Israël: 987007266661805171
- Nationale Bibliotheek van Polen: a0000001009350
- Nederlandse Thesaurus van Auteursnamen: 069894639
- Réseau des bibliothèques de Suisse occidentale: 02-A000131073
- RKD-Nederlands Instituut voor Kunstgeschiedenis: 63681
- Istituto Centrale per il Catalogo Unico: RAVV025053
- LIBRIS: 84045
- SNAC: w6kd2jsx
- Système universitaire de documentation: 028659430
- Trove: 1257178
- Union List of Artist Names: 500027080
- Virtual International Authority File: 106964015